# Václav Musílek
Václav Musílek (* 25. září 1958 Turnov) je pražský mediální poradce a komunální politik, bývalý vysoký manažer Československého rozhlasu, tiskový mluvčí Občanské demokratické strany, vedoucí jejího tiskového oddělení a starosta městské části Praha 8. Od listopadu 2010 do listopadu 2014 byl uvolněným zastupitelem Prahy 8 a předsedou bezpečnostní komise, od prosince 2012 členem Rady městské části. Zároveň se stal v lednu 2011 členem přípravného výboru politické strany zakládané Janou Bobošíkovou. V červnu 2011 byl na ustavujícím sjezdu strany Suverenita – Blok Jany Bobošíkové zvolen jejím místopředsedou. Tím byl až do ledna 2014.

## Mládí a studia
Vyrůstal v podkrkonošské obci Roudný, základní školu vystudoval v Karlovicích a v Turnově, kde vystudoval i gymnázium. V roce 1982 absolvoval právnickou fakultu Univerzity Karlovy, titul doktora práv získal v roce 1984. Pracoval v právnických profesích a spolupracoval s Československým rozhlasem.

## Profesní kariéra po roce 1989
Na začátku roku 1989 přerušil právnickou kariéru a stal se redaktorem zpravodajského vysílání Československého rozhlasu, pracoval i v ekonomické redakci. V ní do sametové revoluce natočil několik tehdy kontroverzních reportáží, které se zabývaly nefunkčností tehdejšího modelu centrálního plánování. V listopadu 1989 byl jedním z předních představitelů OF v Československém rozhlase, jakož i vedoucím jeho "revolučního vysílání", které trhalo posluchačské rekordy. Byl také představitelem mladší generace redaktorů, která se během roku 1990 důrazně postavila proti obsazování všech vedoucích funkcí bývalými komunisty, tzv. osmašedesátníky, a prosazovala vlastní představy o moderním rozhlase. Další mediální zkušenosti získal v Českém rozhlase, kde pracoval jako redaktor, moderátor a později i šéfredaktor zpravodajství a stanice Radiožurnál. V Českém rozhlase vybudoval kvalitní zpravodajskou redakci z většinou mladých začínajících redaktorů, kteří se později výrazně prosadili v elektronických médiích. Musílkovou redakcí prošli například Daniel Takáč, Bohumil Klepetko, Kateřina Kašparová, Barbora Kroužková, Radovan Daněk a další známé tváře a hlasy. V roce 1993 byl hlavním favoritem ve výběrovém řízení na post generálního ředitele Českého rozhlasu. Avšak rozhlasová rada zvolená ještě před vítězstvím pravice ve volbách v roce 1992 mu vyčítala jeho členství v ODS, podporu ekonomické transformace a úzké vztahy s tehdejším premiérem Václavem Klausem a rozhodla jinak. Po dramatických peripetiích zvolila do čela Českého rozhlasu Vlastimila Ježka, redaktora deníku Práce, který se do konkurzu přihlásil jenom proto, aby o něm napsal reportáž. Ten následně Musílka na nátlak Rady odvolal z vedení Radiožurnálu, na což Václav Musílek reagoval odchodem z Českého rozhlasu. Později byl Musílek ředitelem audiovizuální divize nakladatelství Orbis, kde jeho nejvýraznějším počinem bylo autorství scénáře a spolurežírování dokumentu o koncertě světové operní hvězdy Plácida Dominga v Praze, který Česká televize vysílala v letech 1994 a 1995 v nejsledovanějších časech o vánočních svátcích. Po odchodu z Orbisu se stal komentátorem, zástupcem šéfredaktora a v roce 1997 šéfredaktorem novin Denní Telegraf.
Byl spoluzakladatelem Občanské demokratické strany a působil jako člen týmu mediálních poradců tehdejšího premiéra Václava Klause. V roce 1997 se stal tiskovým mluvčím ODS a vedoucím tiskového oddělení, pracoval také v užším volebním týmu při parlamentních volbách roku 1998. V roce 1998 byl za ODS zvolen starostou městské části Praha 8, když stál v čele kandidátky, která jasně zvítězila k komunálních volbách. Média si všimla některých personálních výměn, které provedl ihned po svém nástupu do funkce.Je však třeba uvést, že Musílek jako starosta mohl tyto změny pouze navrhnout, schvalovala je Rada Městské části, ve všech případech jednomyslně.
V roce 2000 byl Musílek  z podnětu drtivé většiny členů vlastní strany z funkce starosty za přispění členů jiných politických stran odvolán, pro naprosté selhání a špatnou reprezentaci Městské části.Z funkce místostarostky odstoupila i jeho partnerka (a pozdější předsedkyně Sdružení Samostatný Karlín) Terezie Holovská. Starosta byl nahrazen jiným členem ODS – Josefem Noskem.

## Politická kariéra a účast ve volbách
Po odchodu z ODS v roce 2002 se stal tiskovým mluvčím Železného křídla Nezávislých (později Nezávislí demokraté). V roce 2005 spoluzakládal stranu Nezávislí demokraté a byl zvolen jejím místopředsedou. O rok později ze strany vystoupil. V lednu 2011 se stal členem přípravného výboru strany Suverenita – Blok Jany Bobošíkové, v červnu 2011 byl na ustavujícím sjezdu konaném v libeňském Bílém domě zvolen místopředsedou strany. Cílem strany bylo prosadit Janu Bobošíkovou na pozici senátorky ve volebním obvodu Kladno, v roce 2013 pak umožnit její kandidaturu na prezidentku ČR.
Při volbách do zastupitelstva Prahy 8 v roce 1998 kandidoval za ODS   v roce 2002 vedl kandidátku hnutí Nezávislí, v roce 2006 kandidoval na prvním místě subjektu Nezávislí pro Prahu a v roce 2010 kandidoval na prvním místě subjektu Volba pro Prahu 8. Ve všech těchto volbách uspěl, pouze v roce 2010 díky preferenčním hlasům byla do zastupitelstva místo Musílka zvolena dvojka na kandidátce Eva Hrudová. Ta se však svého mandátu vzdala.
V roce 2014 vedl kandidátku uskupení Nezávislé fórum, mandát zastupitele neobhájil.
V roce 2018 kandidoval za uskupení Starostové pro Prahu 8 společně s bývalým starostou Josefem Noskem, mandát však nezískal.
V roce 2022 uspěl jako lídr kandidátky SPD a Trikolora, stal se znova zastupitelem městské části Praha 8. V roce 2022 byl zvolen předsedou pražské organizace Trikolory. V roce 2025 mu bylo kvůli vnitrostranickým intrikám pozastaveno členství , většina krajů byla naprosto zhnusená jeho jednáním. Je to několikáté Musílkovo selhání v politické činnosti. 

## Podpora projektu Centrum Palmovka
Je spojovaný s projektem Nová Palmovka, které vyrůstá na nároží ulic Zenklova a Sokolovská na Palmovce. Na začátku roku 2010 zahájila radnice Prahy (ve volebním období 2006–2010 zde měla ODS 60 % hlasů) přípravu Centra Palmovka. Jeho hlavní část tvoří budova nové radnice Prahy 8 a na ni navazující komerční a kancelářské plochy. Celou investici více než 1,2 miliardy korun hradí Praha 8 z fondu, který vznikl privatizací bytů, bez úvěrů a půjček. O přípravě projektu podle jeho odpůrců nebyli údajně informováni opoziční zastupitelé a občané, výběr realizátora a provozovatele stavby (Metrostav) nevzešel z volné soutěže a projektová příprava vzniká bez architektonické soutěže. Soutěž však proběhla formou tzv. soutěžního dialogu, který je transparentní formou soutěže podle zákona o veřejných zakázkách. Architektonická soutěž byla součástí soutěžního dialogu. K vítězství Metrostavu významně přispěl právě architektonický návrh, vypracovaný známým a oceňovaným architektem Josefem Pleskotem. Projekt včetně realizační a provozní smlouvy byl schválen tři týdny před komunálními volbami nejtěsnější většinou 23 hlasů (mimo většiny členů ODS hlasoval pro projekt právě Václav Musílek). Proti centru se postavily všechny opoziční strany v zastupitelstvu Prahy 8. Některé z nich po komunálních volbách v roce 2010 názor změnily a projekt byl tehdy i novým zastupitelstvem schválen, dokonce větším počtem hlasů.
Měsíc po komunálních volbách 2010 byl Radou městské části Praha 8 jmenován předsedou Komise pro bezpečnost a veřejný pořádek, který vykonával svůj mandát jako dlouhodobě uvolněný zastupitel. V prosinci 2012 byl Zastupitelstvem městské části Praze 8 zvolen radním s kompetencí bezpečnosti a veřejného pořádku. Ve volbách v roce 2014 kandidoval v čele kandidátky volebního subjektu Nezávislé fórum například s režisérem Filipem Renčem, ale i vzhledem ke změně rozložení volebních obvodů, neuspěl.